# Acalypha lagopus
Acalypha lagopus är en törelväxtart som beskrevs av Mcvaugh. Acalypha lagopus ingår i släktet akalyfor, och familjen törelväxter. Inga underarter finns listade i Catalogue of Life.